# Bedák Zsolt
Bedák Zsolt (Budapest, 1983. szeptember 26. –) magyar ökölvívó. Testvére, Bedák Pál szintén ökölvívó.

## Amatőr eredményei
- 2001-ben bronzérmes a junior Európa-bajnokságon.
- 2004 áprilisában megnyerte a plovdivi olimpiai kvalifikációs tornát ahol a döntőben az ukrán Makszim Tretyakot győzte le.
  - Júniusban ezüstérmes az Európai Unió ökölvívó bajnokságán.
  - olimpián a nyolcaddöntőben újra összehozta a sors Tretyakkal, de ezúttal szűk pontozással (27:24) kikapott.
- 2006-ban bronzérmes az Európa-bajnokságon harmatsúlyban. Az elődöntőben a későbbi bajnok orosz Ali Alijevtől szenvedett vereséget.
- magyar bajnok (2002–2006)

## Profi karrierje
2006-ban kezdte profi pályafutását a hamburgi Universumnál Erdei Zsolt csapattársaként. Kétszeres világbajnoki kihívó, többször volt a Bokszvilágszervezet (WBO) Európa- és interkontinentális bajnoka. 2017 áprilisában bejelentette, hogy befejezi sportolói pályafutását.
Mérlege: 27 mérkőzés, 25 győzelem (8 KO), 2 vereség.